# Десперадо
„Десперадо“ (на английски: Desperado) е американски нео-Уестърн екшън трилър от 1995 г., продуциран и режисиран от Робърт Родригес, който е втората част от трилогията „Мексико“. Във филма участват Антонио Бандерас, Жоаким де Алмейда, Салма Хайек, Стийв Бусеми, Чийч Марин и Куентин Тарантино.